# Theuns Jordaan
Theuns Jordaan (10 gennaio 1971 – 17 novembre 2021) è stato un cantautore e chitarrista sudafricano.
Era un popolare cantante della comunità afrikaner. 
È morto nel 2021, a cinquant'anni: da uno lottava contro una leucemia.

## Discografia

### Singoli
- Vreemde stad (1999)
- Tjailatyd (2002)
- Seisoen (2005)
- Grootste Treffers (2007)
- Bring Jou Hart - con Juanita du Plessis (2008)
- Driekuns (2009)
- Kouevuur - Die musiek van Koos du Plessis (2009)

### Album
- Vreemde stad (1999)
- Tjailatyd (2002)
- Seisoen (2005)
- Kouevuur (2009)
- Roeper (2012)
- Tribute to the poets (2014)